# Mesochorus dentus
Mesochorus dentus là một loài tò vò trong họ Ichneumonidae.